# Legge d'Allarde
La legge d'Allarde, spesso erroneamente chiamata decreto d'Allarde, è una legge presentata da Pierre d'Allarde all'Assemblea nazionale costituente francese e approvata il 2 e 17 marzo 1791 che rinnovava l'editto di Turgot del 1776 che aveva soppresso le corporazioni e liberalizzato il commercio del grano. Questa misura aveva provocato così tante rivolte popolari e proteste contro la riduzione dei salari e l'aumento del prezzo del pane, che il re aveva dovuto licenziare Turgot il 13 maggio 1776 e revocare la sua legge.
Con la Legge Le Chapelier del 14 e 17 giugno 1791, che aboliva le corporazioni esistenti sotto l'Ancien Régime, queste disposizioni legislative hanno stabilito il principio del libero accesso al commercio all'interno della società francese.